# 晉能控股裝備製造集團
晋能控股装备制造集团有限公司，簡稱晋能控股装备制造集团（英語：Jinneng Holding Equipment Manufacturing Group Company Limited），現任董事長賀天才。(2014－)，而前身為「山西晋城无烟煤矿业集团有限责任公司」和「Shanxi Jincheng Anthracite Mining Group Company Limited」，現時為晉能控股集團有限公司旗下。董事長為宣宏斌，總經理為李鸿双。業務在國內經營煤炭、煤化工、煤层气、电力、煤机制造、新兴产业等。
總部位於山西省晉城市北石店镇48006。煤炭资源集中分布在沁水煤田晋东矿区，主要煤种为无烟煤。晋东矿区无烟煤储量丰富，占山西省无烟煤储量的65%，占全国无烟煤储量的26%。该矿区无烟煤具备“三低四高”的特点，即低硫、低灰、低挥发分、高热值、高灰溶点、高固定碳含量、高机械强度，是化工生产的理想原料。

## 历史
前身为始建于1958年的泽州煤矿筹备处。1965年更名为晋城矿务局。1988年整体产能达到千万吨。2000年晋城矿务局正式改制为山西晋城无烟煤矿业集团有限责任公司
在2013年被美國財富雜誌全球500大企業，排名為435位，根據截止2012年12月31日止財政年度，該公司營業收入267.574亿美元，利润3.329亿美元。這個是繼山西煤炭運銷集團有限公司後，再有5家山西煤炭企業在其雜誌登入。2014年排名為386位，營業收入313.243億美元；2015年排名為379位，營業收入315.049億美元；2016年排名為384位，營業收入為275.72億美元。
2017年8月，山西省国资委将其持有的晋煤集团62.57%股权无偿划转至山西省国有资本投资运营有限公司。晋煤集团控股股东由山西省国资委变更为山西国投，实际控制人仍为山西省国资委。
2018年末，晋煤集团产能为10765万吨，合并口径资源储量合计110.37亿吨，可采储量39.72亿吨。

## 連結
- jkzbzz.com （页面存档备份，存于）